# Wilfredo Ruiz
Pour les articles homonymes, voir Ruiz.
Wilfredo "Fefo" Ruiz, né le 1er juin 1962, est un ancien joueur uruguayen de basket-ball. 

## Palmarès
- Finaliste du championnat des Amériques 1984